# André Dziezuk
 (avril 2022).
Si vous disposez d'ouvrages ou d'articles de référence ou si vous connaissez des sites web de qualité traitant du thème abordé ici, merci de compléter l'article en donnant les références utiles à sa vérifiabilité et en les liant à la section « Notes et références ».
André Dziezuk est un musicien et compositeur franco-polonais, né à Thionville en 1966. Il est connu pour son travail de compositeur pour le cinéma.

## Biographie
Petit-fils d'un couple biélorusse et ukrainien amoureux de la musique[réf. nécessaire], fils d'un accordéoniste qui fonda « L'Orchestre des quatre frères », ce natif de Thionville ne pouvait (ni ne souhaitait) échapper à Euterpe[incompréhensible]. 
Il intègre très jeune l'harmonie de son village[réf. nécessaire], où il apprend la clarinette et le hautbois. Plus tard, son bac littéraire en poche, il mène de front des études au Conservatoire de Metz ainsi qu'à la Faculté de musicologie de la ville, avant d'entamer, et ce pour deux décennies, une double carrière de professeur de musique au collège de Villerupt et de musicien multi-cartes. Doté d'une curiosité insatiable, il explore les instruments (bassiste d'un groupe de punk-rock, saxophoniste de jazz) et les styles les plus divers (jazz, musique classique, électro, etc.).
C'est en rejoignant le collectif Acid Jazz Pazpatu qu'il fait une rencontre déterminante, celle de Marc Mergen. Ils accèdent ensemble au monde de la musique de film le jour où le réalisateur Frédéric Fonteyne leur propose de composer la bande originale d'Une liaison pornographique. 
En parallèle à son activité de compositeur pour le cinéma, André Dziezuk a dirigé plusieurs collections consacrées à l'enseignement de la flûte à bec pour les éditions Fuzeau. 
Il enseigne actuellement le hautbois et l'informatique musicale à l'école régionale de musique de Dudelange, au Luxembourg.

## Distinctions

### Récompenses
- 2006 : Prix de la meilleure contribution sonore au Festival international du court métrage de Clermont-Ferrand pour Starfly (avec Marc Mergen)
- 2012 : Prix de la meilleure contribution artistique au Lëtzebuerg Filmpräis pour l’ensemble de ses films
- 2018 : Prix JAM de la meilleure musique au Festival du cinéma méditerranéen de Montpellier pour Tel Aviv on Fire

### Nominations
- 2011 : prix France Musique-Sacem de la musique de film pour Illégal (avec Marc Mergen)
- 2016 : prix France Musique-Sacem de la musique de film pour Coup de chaud
- 2021 : Camille Awards (en) de l'ECSA (European Composers and Songwriters Alliance) (en)“Best Electro Acoustic Score” pour Tel Aviv on Fire

## Filmographie

### Cinéma

#### Longs métrages
- 2020 : Balle Perdue de Guillaume Pierret
- 2020 : L'Enfant rêvé de Raphaël Jacoulot
- 2019 : Fritzi. Histoire d'une révolution de Matthias Bruhn et Ralf Kukula
- 2018 : Tel Aviv on Fire de Sameh Zoabi
- 2018 : Invisible Sue de Markus Dietrich
- 2017 : Storm de Dennis Bots
- 2016 : A Real Vermeer de Rudolf van den Berg
- 2016 : Egon Schiele de Dieter Berner
- 2015 : Coup de chaud de Raphaël Jacoulot
- 2015 : Colonia de Florian Gallenberger
- 2015 : Demain, après la guerre de Christophe Wagner
- 2015 : Disparue en hiver de Christophe Lamotte
- 2014 : Divin Enfant d'Olivier Doran
- 2014 : Secrets of War de Dennis Bots
- 2014 : Wiplala, le lutin enchanteur de Tim Oliehoek
- 2013 : Avant l'hiver de Philippe Claudel
- 2012 : La Traversée de Jérôme Cornuau
- 2012 : J'enrage de son absence de Sandrine Bonnaire
- 2012 : La Vie d'une autre de Sylvie Testud
- 2011 : Hot Hot Hot de Beryl Koltz
- 2010 : La Dernière Fugue de Léa Pool
- 2010 : Avant l'aube de Raphaël Jacoulot
- 2010 : Illégal de Olivier Masset-Depasse
- 2009 : Nous trois de Renaud Bertrand
- 2009 : Maternelle de Philippe Blasband
- 1999 : Une liaison pornographique de Frédéric Fonteyne

#### Courts métrages
- 2005 : Starfly de Beryl Koltz (avec Marc Mergen)
- 2008 : Rose et Violet de Claude Grosch et Luc Otter (avec Marc Mergen)
- 2011 : Le père, le fils... et Anna de Myriam Muller
- 2012 : Antoine de Cyrus Neshvad
- 2013 : Emilie de Olivier Pesch
- 2013 : Le chagrin des ogresses de Myriam Muller
- 2013 : Serena de Eric Lamhene
- 2015 : 818 de Claude Lahr
- 2015 : À quoi bon ? de Thierry Faber
- 2015 : Livrées à leurs sens de Cécilia Guichard
- 2019 : Article 19-42 de Julien Becker

#### Documentaires
- 2021 : Les Témoins vivants de Karolina Markiewicz et Pascal Piron
- 2015 : Black Harvest de Sean Clark et Jean-Louis Schuller
- 2013 : Sleepless Djigit de Marc Recchia et Christophe Rolin
- 2011 : Germaine Damar - Der tanzende Stern de Michael Wenk
- 2011 : The Road Uphill de Jean-Louis Schuller
- 2007 : Diddeleng - 100 Joer, 100 Gesiichter de Beryl Koltz et Armand Strainchamps (avec Marc Mergen)
- 2006 : Les Maîtres du vent de Claude Lahr (avec Marc Mergen)
- 2004 : Heim ins Reich de Claude Lahr (lb) (avec Marc Mergen)
- 2004 : René Deltgen - Der sanfte Rebell de Michael Wenk

### Télévision

#### Téléfilms
- 2017 : Quand je serai grande je te tuerai de Jean-Christophe Delpias diffusé sur TF1
- 2016 : Je suis coupable de Christophe Lamotte diffusé sur France 2
- 2012 : Valparaiso  de Jean-Christophe Delpias diffusé sur Arte

#### Série
- 2019 : Renard et Lapine (Fox and Hare) de Mascha Halberstad et Tom van Gestel diffusé en France sur Piwi+ (26 épisodes)

#### Articles
« Comme une éponge. André Dziezuk ne pensait pas devenir un jour compositeur de musique de films, et pourtant... De fil en aiguille, de rencontres en belles surprises, le monde du cinéma a fini par adopter ce Mosellan touche-à-tout à la curiosité insatiable. Portrait d'un passionné qui baigne dans son élément »

— Olivier Pierson, L'Estrade no 43, SAS Insola Presse, Metz, juin 2014, p. 34,  (ISSN 2109-4217)